# Arno Claeys
Arno Claeys (Gand, 20 aprile 2000) è un ex ciclista su strada belga, professionista nel biennio 2023-2024 con il Team Flanders-Baloise.
È il fratello minore del ciclista Dimitri Claeys.

## Palmarès

### Altri successi
- 2021 (Home Solution-Soenens)

Geluwe Reeks 1
Campionati belgi, Cronosquadre
- 2022 (Elevate p/b Home Solution Soenens)

Grand Prix de Honnelles

## Piazzamenti

### Competizioni continentali
- Campionati europei

Trento 2021 - Cronometro Under-23: 27º
Anadia 2022 - Staffetta Under-23: 5º